# Angels Unawares
Angels Unawares ("Angeli senza saperlo") è una scultura in bronzo di Timothy Schmalz installata in piazza San Pietro, nella Città del Vaticano.
La scultura lunga sei metri mostra un gruppo di 140 migranti e rifugiati su una barca. Gli abiti che indossano indicano la loro origine da diverse culture e momenti storici. Ad esempio, c'è un ebreo che fugge dalla Germania nazista, un siriano che abbandona la guerra civile siriana e un polacco che sfugge allo stato socialista. L'autore dell'opera ha dichiarato che "voleva mostrare i diversi stati d'animo ed emozioni coinvolti nel viaggio di un migrante". In precedenza, l'artista aveva già realizzato sculture di un tema simile come Gesù senza casa. Ci sono due ali d'angelo, con le quali l'autore suggerisce che aiutare un migrante è come aiutare un angelo. L'ispirazione dell'artista è stata una citazione dalla Bibbia, in particolare Ebrei 13: 2, in cui dice: «Non dimenticate l'ospitalità; perché alcuni praticandola, senza saperlo, hanno ospitato angeli».
L'idea della scultura, avuta nel 2016, è stata del cardinale Michael Czerny, canadese e sottosegretario della Sezione migranti e rifugiati del Dicastero per il servizio dello sviluppo umano integrale. Proprio tra le persone rappresentate sulla nave vi sono i genitori del cardinale, emigrati in Canada dalla Cecoslovacchia. La scultura è stata finanziata da una famiglia di immigrati del nord Italia, la famiglia Rudolph P. Bratty.
Il 29 settembre 2019, 105ª Giornata mondiale dei migranti e dei rifugiati, papa Francesco e quattro rifugiati provenienti da varie parti del mondo hanno inaugurato la scultura. In quell'occasione il pontefice ha affermato che la scultura dovrebbe servire «a ricordare a tutti la sfida evangelica dell'ospitalità».
Vi è una riproduzione più piccola di circa un metro e mezzo, che sarà installata in modo permanente nella basilica di San Paolo fuori le mura di Roma.